# Rafaela (теленовела)
Rafaela (срп. Рафаела) мексичка је теленовела продукцијске куће Телевиса, снимана 2010.

## Синопсис
Рафаела је лепа и млада докторка која одлази на специјализацију у болницу коју води доктор Рафаел Антунес, њен отац који ју је напустио када је била мала. Морелија, његова супруга, покушава да се отараси девојке, јер сматра да је читава ситуација са њом понижавајућа. Рафаела је одлучна да напредује, ужаснута од живота који је провела са мајком Каридад и своје петоро браће и сестара који имају различите очеве. У болници она привилачи Хосе Марију, одличног лекара и великог заводника. Али, он се одмах супротставља њеној личности и њихов ривалитет се постепено претвара у међусобну љубав, иако ниједно од њих то не желе признати. Међутим, Рафаела није спремна да уђе у стабилну везу са Хосе Маријом, који је љубавник једној удатој жени. Након што је схватио да је афера била погрешна, он се окреће Рафаели, али тада се појави неочекивана и болна истина, он је ожењен — Мирејом, која га држи „везаног“ за себе због ужасне тајне коју зна о њему, и управо због тога Хосе Марија мора глумити срећног супруга. Рафаела се разочара и сада замишља будућност без љубави у њој. Хосе Марија и Рафаела мораће да превазићу бројне Мирејине и Морелијине сплетки, како би по сваку цену могли уживати у својој љубави.

## Глумачка постава

### Главне улоге
| Глумац:       | Улога:                      |
| ------------- | --------------------------- |
| Скарлет Ортиз | Рафаела де ла Вега Мартинес |
| Хорхе Поса    | др Хосе Марија Баес         |
| Рохелио Гера  | Рафаел Антунес              |

### Споредне улоге
| Глумац:                   | Улога:              |
| ------------------------- | ------------------- |
| Диjана Брачо              | Морелија де ла Вега |
| Чантал Андере             | Миреја Видал        |
| Патрисија Рејес Еспиндола | Каридад Мартинес    |
| Арлет Теран               | Илеан Контрерас     |
| Рубен Замора              | Анхел               |
| Мануел „Ел Локо“ Валдес   | Браулио             |
| Артуро Кармона            | Виктор Акуња        |
| Сараи                     | Лулин               |
| Хуан Карлос Флорес        | Чучо Мартинес       |
| Илеан Алмагуер            | Алисија             |
| Арлет Печехо              | Амелија             |
| Исадора Гонзалес          | Елизабет            |
| Ан                        | Рене Ечеварија      |
| Мануела Имаз              | Арлеј Ерера         |
| Хуан Анхел Еспарза        | Карлос Луис         |
| Едуардо Ривера            | Алфредо Контрерас   |
| Николас Мена              | Раул Ерера          |
| Катерин Келерман          | Делија              |
| Силвија Рамирез           | Камила              |
| Лурдес Канале             | доња Росио          |
| Хералдин Галван           | Лупита              |
| Артуро Лафан              | Енрике              |
| Марина Марин              | Флор                |
| Марикруз Нахера           | Констанса           |